# Mezzanino (architektura)

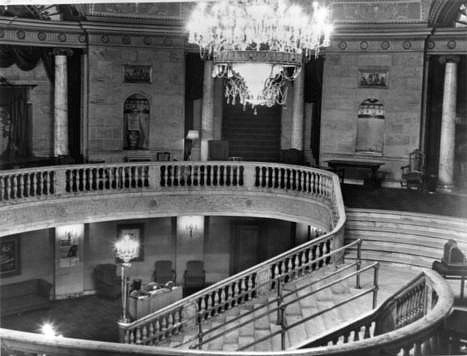
Przykładowe mezzanino

Mezzanino (mezanin, mezonin, półpiętro; wł. mezzanino, od mezzano – środkowy) – niska kondygnacja między piętrami (często między parterem a pierwszym piętrem) pojawiająca się w architekturze pałacowej. Powierzchnia przeznaczona na pokoje gościnne, dla służby lub dzieci.